# Joseph Gaspard Schumacher

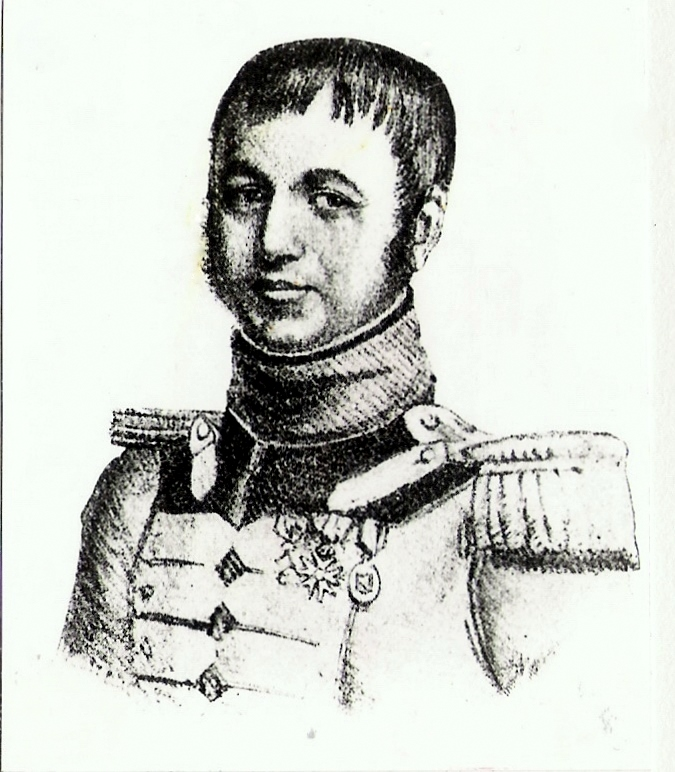
Joseph Gaspard Schumacher

Joseph Gaspard Schumacher (* 1776 in Schüpfheim, Kanton Luzern; † 1847 in Orléans) war eine Schweizer Militärperson in napoleonischen Diensten. Er war Ritter der Ehrenlegion und Träger des Ludwigsordens.

## Zugehörigkeit
Er wird oft mit der Luzerner Patrizierfamilie gleichen Namens in Verbindung gebracht. Ausser möglichen gemeinsamen Wurzeln bestehen aber keine engeren Familienbande. In der Luzerner Patrizierfamilie Schumacher hält sich die Überlieferung, er habe sich im Ausland gern als Mitglied dieser bedeutenden Familie ausgegeben. Solches kam damals bei gleichem Namen und gleicher Heimat durchaus vor und konnte der Karriere förderlich sein. Glauben mochte man ihm allein schon wegen dessen Freundschaft zu Karl Martin Schnyder von Wartensee aus einer anderen Luzerner Patrizierfamilie, seinem Offiziers-Kameraden auf den Feldzügen in Spanien und Russland, und der später, wie Schumacher, in den Dienst König Ludwigs XVIII. trat. Gelegentliche Verwechslungen bestehen auch heute noch, da es bei der Luzerner Patrizierfamilie Schumacher zwei Namensvettern von ihm gibt, nämlich: Caspar Joseph I. (1745–1808), Kommandant der savoyischen Hundertschweizer und sein Enkel Caspar Joseph II. (1806–1855), Offizier im Schweizer Garderegiment von König Karl X.

## Leben
Joseph Gaspard Schumacher trat 1807 als Oberleutnant in die kaiserlich französischen Dienste und zog mit dem 4. Schweizer Regiment nach Spanien, wo er nach der Schlacht bei Bailén von den Spaniern gefangen genommen wurde. Von einem Kriegskommissär unter Versprechungen grosser Vorteile und rascher Beförderung zum Übertritt aufgefordert, entgegnete Schumacher, dass es seine Offiziersehre fordere, seinem Eid treu zu bleiben und dass es niemandem gelingen werde, ihn von seiner Pflicht abspenstig zu machen. Nach einem Jahr gelang es Schumacher mit einigen Offizieren unter dramatischen Umständen zu fliehen. Die Entronnenen kamen auf ihrem Weg von Cadix nach Madrid über Sevilla nach Cordoba, wo Schumacher in zwei Häusern, die er bei der Einnahme vor Plünderungen geschützt hatte, freundlich aufgenommen wurde. In Madrid wurden die Offiziere dem Bruder Napoleons, König Bonaparte, vorgestellt, der sie im Thronsaale empfing und sie zu ihrer Flucht beglückwünschte.
Nach der Rückkehr nach Frankreich wurde das 4. Regiment neu organisiert und Schumacher mit dem Kommando einer Kompanie betraut. Auf dem Russlandfeldzug bildeten die vier Schweizerregimenter die 3. Division des 2. Armeekorps, das durch die zahlreichen Kosakenangriffe, die Schlacht bei Polotzk und an der Beresina fast völlig aufgerieben wurde. Im eisigen Winter des Jahres 1812 deckte die 3. Division den französischen Rückzug und ermöglichte durch ihren Einsatz die Rettung der Grande-Armee. Dabei wurde das 4. Schweizer Regiment an einem einzigen Tag unter ununterbrochenem Geschützfeuer und wildem Hurra-Geschrei achtmal von russischer Kavallerie und dichten Infanterie-Schwärmen angefallen. Als der Chef der 3. Division, General François Pierre Amey, von feindlicher Reiterei umringt, mit seinem Pferd am Boden lag, eilte Schumacher herbei und befreite den General. Schumachers Hand wurde dabei von einer Kosakenlanze durchbohrt, zwei Kugeln hatten seinen Tschako durchlöchert, eine andere war in der mit Briefschaften angefüllten Brieftasche stecken geblieben, eine vierte hatte den rechten Stiefelabsatz genommen, während eine platzende Granate ihm eine Epoulette wegriss. Nach der Auflösung der Grande Armee versteckte sich Schumacher auf dem Schloss eines polnischen Fürsten und erholte sich in Berlin bei seinem Freund, einem Grafen von Sternberg. Über Leipzig, Nürnberg und Strassburg gelangte er nach Nancy, wo die Reste seines Regiments zu einem Bataillon organisiert wurden. Schumacher übernahm das Kommando über zwei Kompanien und wurde nach Holland und Norddeutschland beordert, wo es zu weiteren Kämpfen kam.
Nach dem Sturz Napoleons wurde Joseph Gaspard Schumacher 1814 Hauptmann im 2. Regiment der Garde royale und auf König Ludwig XVIII. vereidigt, während Karl Martin Schnyder von Wartensee im 1. Garderegiment Dienst tat. Dort diente zehn Jahre später unter Karl X. auch der patrizische Namensvetter Caspar Joseph Schumacher. Er war der ältere Bruder von Felix von Schumacher, des nachmaligen Generals in Neapel-Sizilien, sowie ein Freund schöner Damen und im Duellieren Blessur-erprobt. Nach der Revolution von 1830 wurden die Regimenter aufgelöst und in die Schweiz zurückberufen. Joseph Gaspard blieb in Frankreich und zog mit seiner Familie nach Orléans, wohin er sich als Major in den Ruhestand begab.